# Hyrcania (fort)

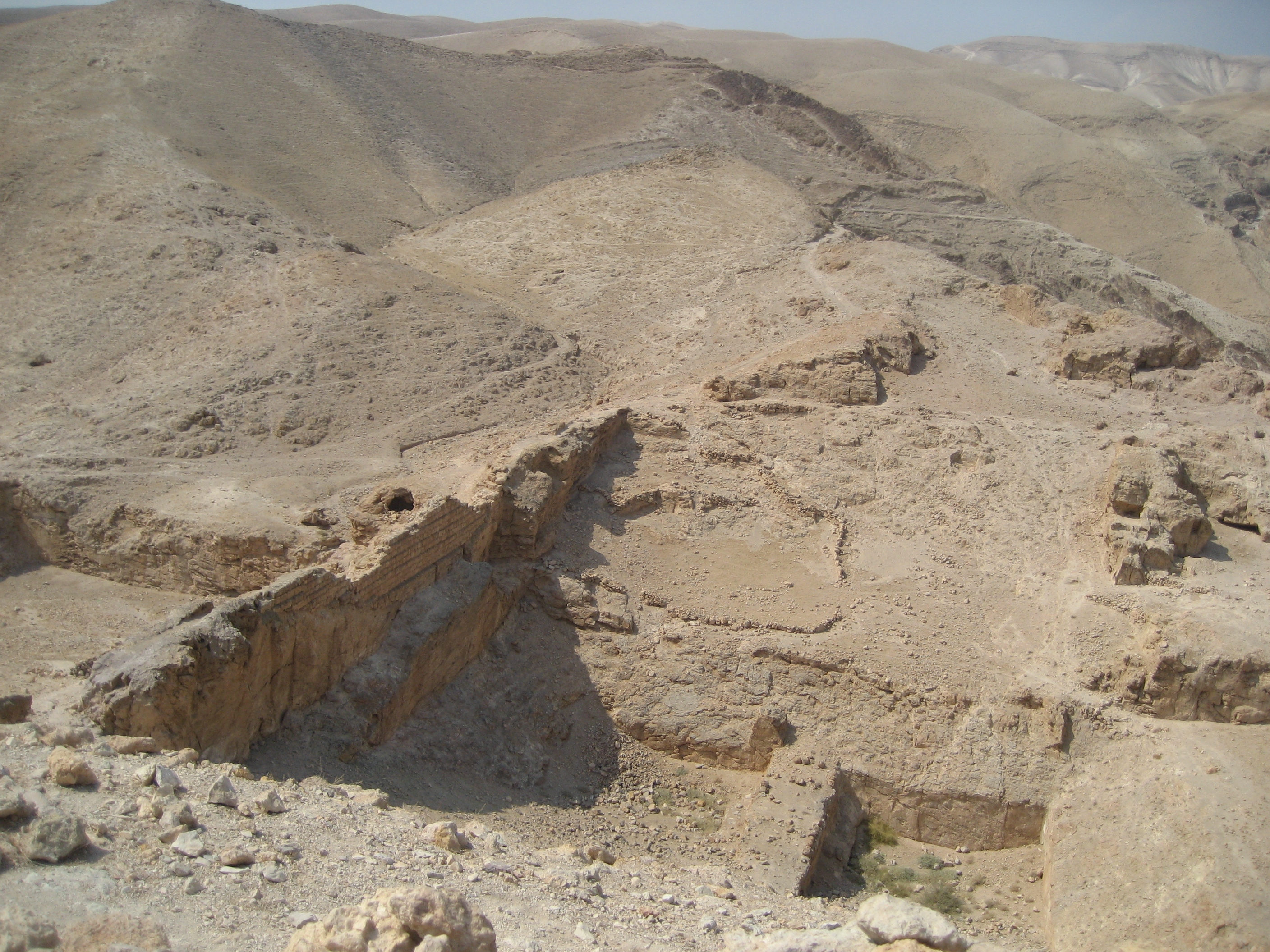
Hyrcania

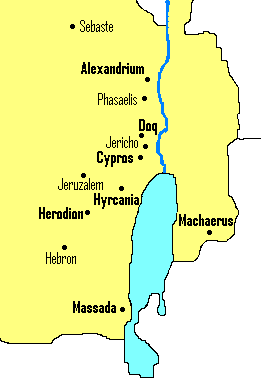
Forten van Herodes de Grote

Hyrcania was een van de forten van Herodes de Grote. Het lag iets ten westen van de Dode Zee, op de plaats van het tegenwoordige Khirbet Mird.
Eerder had hier ook al een Hasmonees fort gelegen, gebouwd door ofwel Johannes Hyrcanus ofwel zijn zoon Alexander Janneüs, die het fort dan naar zijn vader noemde. Evenals in Machaerus en Alexandrium bewaarden de Hasmonese vorsten hier hun kostbaarheden. Aristobulus II bracht verdere versterkingen aan, maar net als de twee andere hiervoor genoemde Hasmonese forten werd Hyrcania gedeeltelijk verwoest door de Romeinse legates Aulus Gabinius in de nasleep van zijn campagne tegen Aristobulus (56 v.Chr.).
Kennelijk is Hyrcania korte tijd later hersteld (door Hyrcanus II?). Tijdens de opstand van Antigonus tegen de Romeinse heerschappij, was dit namelijk een van Antigonus' bolwerken. Herodes de Grote, die van de Romeinse senaat opdracht had gekregen de opdracht neer te slaan, wist Hyrcania echter op Antigonus te veroveren..
Herodes de Grote herbouwde Hyrcania, volgens Josephus tegen hoge kosten. Een oud aquaduct uit de tijd van de Hasmoneeën werd door Herodes herbouwd, vergroot en versterkt. Ook liet Herodes in Hyrcania een zwembad aanleggen en bracht hij verdere versterkingen aan.
Tijdens Herodes' regeringsperiode werden in Hyrcania vaak gevangenen opgesloten, van wie er veel werden geëxecuteerd. Een van de laatste gevangenen die op last van Herodes ter dood gebracht werd was Herodes' eigen zoon Antipater, die door Herodes verdacht werd van hoogverraad. Antipater werd zonder enige vorm van ceremonie in Hyrcania begraven.